# Sergio Blanco
Sergio Rubén „Chapita” Blanco Soto (ur. 25 listopada 1981 w Montevideo) – urugwajski piłkarz występujący na pozycji napastnika, reprezentant Urugwaju, trener piłkarski, od 2024 roku prowadzi meksykańską Celayę.